# 브라이언 밴트헐
브라이언 밴트헐(영어: Brian Van't Hul)은 미국의 영화 특수 효과 연출자이다. 2005년작 영화 《킹콩》의 특수효과 연출팀으로 참여하여 제78회 아카데미상에서 아카데미 시각효과상을 수상했다. 이 밖에 반지의 제왕 시리즈, 《아이, 로봇》 등에 참여했다.